# (5693) 1993 EA
Az (5693) 1993 EA egy földközeli kisbolygó. Spacewatch fedezte fel 1993. március 3-án.